# Henry Clifford, 10. Baron de Clifford
Henry Clifford, 10. Baron de Clifford (* um 1454; † 23. April 1523), war ein englischer Adliger und Politiker zur Zeit der Rosenkriege und der frühen Zeit des Hauses Tudor.

## Jugend
Henry Clifford wurde um 1454 als ältester Sohn des John Clifford, 9. Baron de Clifford geboren. Seine Kindheit wurde von den Rosenkriegen überschattet, denn sein Vater war ein eifriger Anhänger der Könige des Hauses Lancaster. Sein Vater war im Rosenkrieg in der für die Lancaster unglücklichen Schlacht bei Ferrybridge am 28. März 1461 gefallen. Nach dem Sieg der Yorkisten wurden dessen Güter eingezogen und seine Familie geächtet (Attainder). Henry Cliffords Mutter Margaret Vessy versteckte ihn auf dem Lande bei einem Schäfer, wo er aufwuchs und deshalb später den Spitznamen „The Shepperd Lord“ erhielt. Am 16. März 1471 wurde er begnadigt, aber nicht in die väterlichen Güter und den Titel restituiert.

## Politische Laufbahn unter den Tudors
Anlässlich der Thronbesteigung König Heinrichs VII. wurde er im September 1485 zum Ritter geschlagen. Am 9. November 1485 wurde die Ächtung durch Act of Parliament rückwirkend aufgehoben, ihm der Titel eines Barons de Clifford wieder zugesprochen und ihm die eingezogenen Güter zurückgegeben. Von 1485 bis 1514 wurde er regelmäßig zu den Sitzungen des House of Lords einberufen.
Unter Heinrich VIII. wurde er am 23. Juni 1509 zum Knight of the Bath geschlagen und später auch militärisch eingesetzt. Am Feldzug gegen Schottland 1513 nahm er als einer der englischen militärischen Führer, insbesondere in der Schlacht bei Flodden am 9. September 1513, teil. Bei letzterer erbeutete er drei Geschütze, die er in seiner Festung Skipton Castle aufstellen ließ. 1522 lieh er dem König für dessen Frankreichfeldzug 1000 Mark. 

## Ehen und Nachkommen
In erster Ehe hatte er vor 1493 Anne St. John of Bletso, eine Cousine Heinrichs VII., geheiratet. Mit ihr hatte er vier Kinder:
- Mabel Clifford († um 1550), ⚭ William Fitzwilliam, 1. Earl of Southampton;
- Margaret Clifford, ⚭ Sir Cuthbert Radcliffe;
- Henry Clifford, 1. Earl of Cumberland, 11. Baron de Clifford (1493–1542);
- Thomas Clifford, ⚭ Lucy Browne.

Nach dem Tod seiner ersten Gattin heiratete er spätestens 1511 in zweiter Ehe Florence Pudsey. Mit ihr hatte er eine Tochter:
- Dorothy de Clifford, ⚭ Sir Hugh Lowther.

Als er am 23. April 1523 starb, beerbte ihn sein Sohn Henry als 11. Baron.